# Thylacogaster
Thylacogaster là một chi bướm đêm thuộc phân họ Tortricinae của họ Tortricidae.

## Các loài
- Thylacogaster cyanophaea (Meyrick, 1927)
- Thylacogaster monospora (Meyrick, 1939)
- Thylacogaster rhodomenia Diakonoff, 1988